# Theridiosoma circuloargenteum
Theridiosoma circuloargenteum är en spindelart som beskrevs av Jörg Wunderlich 1976. Theridiosoma circuloargenteum ingår i släktet Theridiosoma och familjen strålspindlar.
Artens utbredningsområde är New South Wales. Inga underarter finns listade i Catalogue of Life.